# Couronne périurbaine

Illustration des termes de ville-centre, banlieue, couronne périurbaine, Unité urbaine et Aire d'attraction d'une ville d'après l'Insee

Sur cette carte représentant le découpage communal du département de la Loire-Atlantique, les couronnes périurbaines sont représentées en orange.

Une couronne périurbaine est, en France et selon la définition qu'en donne l'Insee, l'ensemble des communes d'une aire urbaine à l'exclusion de son pôle urbain. Les communes appartenant à une couronne périurbaine, où au moins 40 % de la population résidente active travaille dans le pôle urbain (la ville centre plus la banlieue), sont dites monopolarisées, par opposition aux communes situées en dehors d'une aire urbaine, qui sont dites multipolarisées.

## Nombre d'habitants
En 1999, 10 808 communes de France métropolitaine se trouvaient dans les couronnes périurbaines (30 % du nombre total de communes), rassemblant 9 344 739 habitants (16 % de la population française) sur 131 600 km2 (24 % de la superficie).
Les couronnes périurbaines sont souvent plus importantes dans les grandes métropoles à l'image de Paris ou Lyon. En 2017, les populations françaises des plus grandes couronnes périurbaines (l'aire urbaine moins l'unité urbaine) sont celles de :
- Paris (1 716 098 habitants)
- Lyon (656 493 habitants)
- Rennes (380 530 habitants)
- Toulouse (341 054 habitants)
- Nantes (317 641 habitants)
- Bordeaux (278 080 habitants)